# 梅阿讷
梅阿讷（法語：Méasnes，法語發音：[me.an]）是法国克勒兹省的一个市镇，属于盖雷区。

## 地理
梅阿讷（46°24'59"N, 1°46'40"E）面积27.63 平方千米，位于法国新阿基坦大区克勒兹省，该省份为法国中部省份，位于法國中央高原西北部，北起安德尔省和谢尔省，西接维埃纳省，南至科雷兹省，东临多姆山省，东北与阿列省接壤。
与梅阿讷接壤的市镇（或旧市镇、城区）包括：卢杜埃圣皮埃尔、努兹罗勒、艾居朗德、卢杜埃圣米歇尔、蒙舍夫里耶、奥尔塞讷。

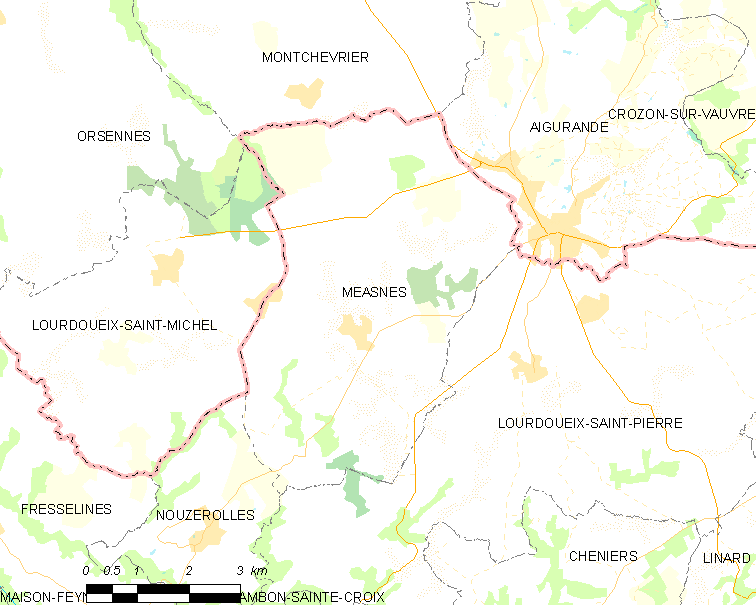
梅阿讷的OSM定位图

梅阿讷的时区为UTC+01:00、UTC+02:00（夏令时）。

## 行政
梅阿讷的邮政编码为23360，INSEE市镇编码为23130。

## 政治
梅阿讷所属的省级选区为博纳县。

## 人口

1962-2008年间梅阿讷人口变化图示

梅阿讷于2022年1月1日时的人口数量为525人。